# 科托克利湖
52°49′N 108°9′E / 52.817°N 108.150°E

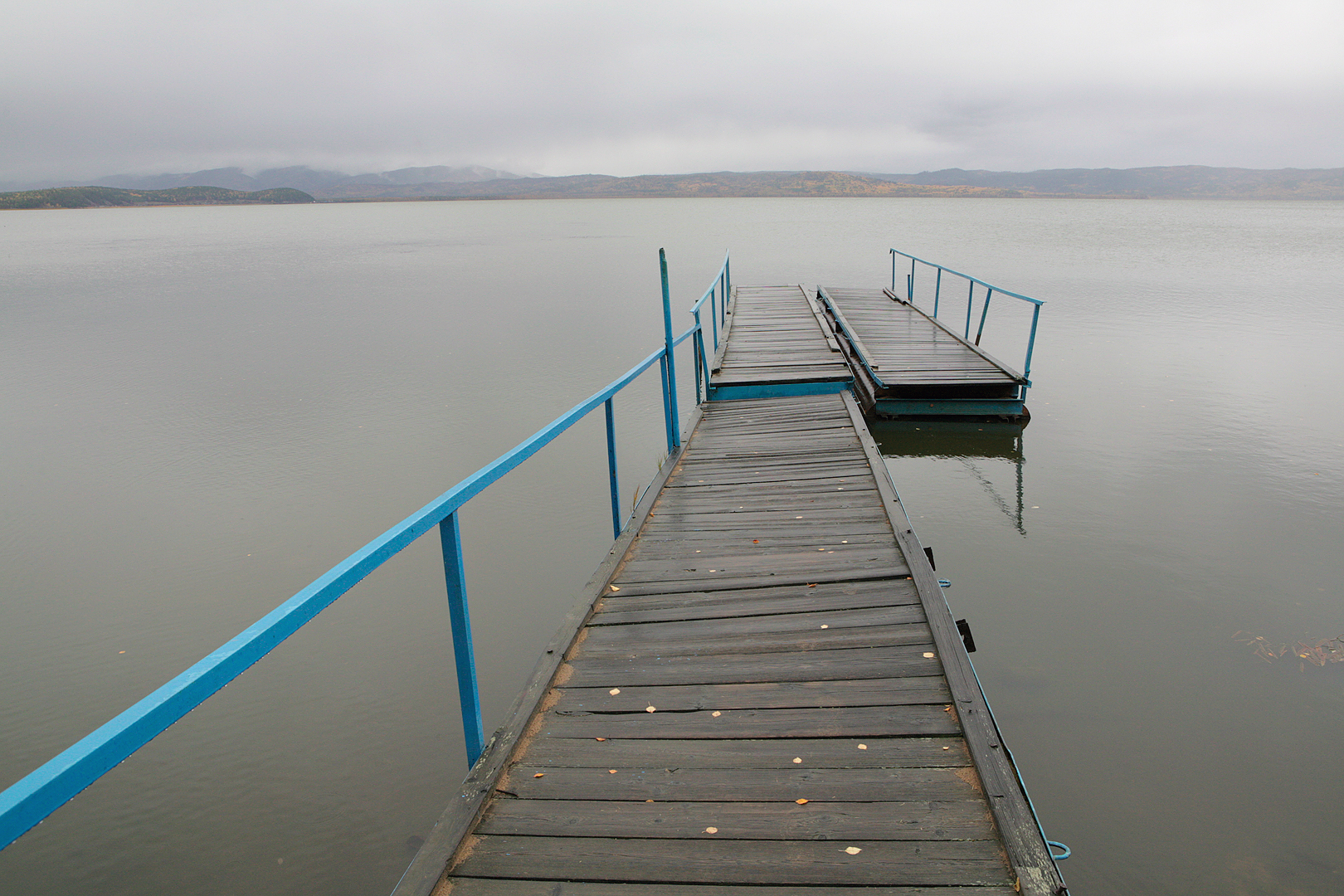

科托克利湖（俄语：Котокель），是俄羅斯的湖泊，位於該國南部，由布里亞特共和國負責管轄，面積68.9平方公里，集水區面積183平方公里，湖岸線長度43公里，平均水深4.5米，最大水深14米。